# Саламат (Новосибирская область)
Саламат — упразднённый аул в Карасукском районе Новосибирской области. На момент упразднения входил в состав Чернокурьинского сельсовета. Упразднён в 1972 году.

## География
Располагался на правобережье реки Карасук, в 6 км (по прямой) к западу от деревни Нестеровка.

## История
Аул был основан в 1856 году. В 1928 г. аул Саламатский состоял из 35 хозяйств. В административном отношении входил в состав Грамотинского сельсовета Чернокурьинского района Славгородского округа Сибирского края.
Решением Новосибирского облисполкома от 18.03.1982 г. № 167 аул исключен из учётных данных в связи с выездом населения.

## Население
В 1928 году в ауле проживало 185 человек (93 мужчины и 95 женщин), основное население — киргизы (казахи).